# 迪布羅瓦 (盧甘斯克州)
49°35′12″N 40°5′47″E / 49.58667°N 40.09639°E
迪布羅瓦（烏克蘭語：Діброва）是位於烏克蘭東部的村莊，由盧甘斯克州舊比利斯克區的米洛韋市鎮負責管轄。該村始建於1952年，面積3平方公里，海拔高度173米，2001年人口486，人口密度每平方公里162人。